# Evgenij Ivanovič Zamjatin
Evgenij Ivanovič Zamjatin, talvolta traslitterato come Yevgenij Zamyatin (IPA: [jɪvˈɡʲenʲɪj ɪˈvanəvʲɪtɕ zɐˈmʲætʲɪn], in russo Евге́ний Ива́нович Замя́тин?; Lebedjan', 1º febbraio 1884 – Parigi, 10 marzo 1937), è stato uno scrittore e critico letterario russo.
Tra gli autori più influenti del primo Novecento russo, fuori della Russia è celebre soprattutto per il suo romanzo distopico Noi (scritto tra il 1919 ed il 1921 e pubblicato in Unione Sovietica solo nel 1988), che influenzò i successivi Il mondo nuovo (Aldous Huxley), Antifona (Ayn Rand) e 1984 (George Orwell). Zamjatin fu però soprattutto autore di racconti e povest', che talvolta assumevano il tono di favole satiriche nei confronti del regime comunista sovietico.

## Biografia
Zamjatin nacque a Lebedjan', circa 300 km a sud di Mosca. Suo padre era un prelato della Chiesa ortodossa russa nonché un insegnante, mentre sua madre era una musicista. Fra il 1902 e il 1908 Zamjatin ha studiato ingegneria navale a San Pietroburgo, e nel frattempo si è unito ai Bolscevichi. Arrestato durante la Rivoluzione del 1905, in carcere ha passato alcuni mesi in isolamento studiando inglese, stenografia e scrivendo poesie. Rilasciato nella primavera del 1906,  stato mandato in esilio nella sua città natale, ma poi è tornato illegalmente a Pietroburgo dove, nonostante non avesse il permesso di soggiorno, si è laureato in ingegneria navale nel 1908. Lavora in giro per il paese, diventa docente al Politecnico di Pietroburgo, ma nel 1911 viene nuovamente arrestato ed espulso dalla capitale. Non potendo esercitare il suo mestiere, ha ripreso a scrivere e solo l'amnistia del 1913 gli ha permesso di rientrare in patria. In quell'anno pubblicò il racconto Uezdnoe (In provincia), che dipingeva in maniera satirica la vita in un piccolo villaggio russo, e ne ottenne una certa fama. Il celebre critico sovietico Kornej Ivanovič Čukovskij, a cui poi lo scrittore si legherà in un affettuoso legame di amicizia, arrivò addirittura a decretare l'arrivo di un "nuovo Gogol'". L'anno seguente fu processato per ingiurie contro la classe militare per via del racconto Na Kuličkach (A casa del diavolo) e continuò a collaborare con vari quotidiani.

Dopo la laurea in ingegneria navale, Zamjatin lavorò sia in patria che all'estero; nel 1916 fu inviato in Inghilterra per supervisionare la costruzione di una rompighiaccio nelle città di Walker e Wallsend (in questo periodo egli risiedette a Newcastle upon Tyne). Nel racconto Ostrovitjanie (Gli isolani) racchiuse una satira della vita inglese. Nato inizialmente come un episodio de Gli isolani, Zamjatin decise di sviluppare il racconto Il pescatore di uomini autonomamente, per poi pubblicarlo in Russia nel 1917.

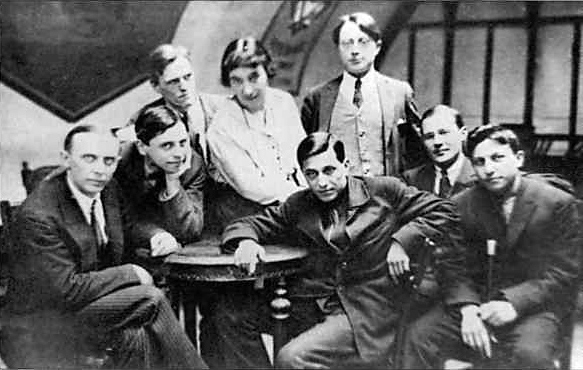
I fratelli di Serapione

Dopo la Rivoluzione russa del 1917 Zamjatin tornò a scrivere per diversi giornali, tenne conferenze sulla letteratura e curò traduzioni in russo delle opere di autori quali Jack London, O. Henry, H. G. Wells. Con Viktor Šklovskij e altri grandi scrittori e teorici dell'epoca, organizzò il gruppo letterario de "I fratelli di Serapione" (M. Zoščenko, K. Fedin, M. Slonimskij, N. Tichonov, E. Polonskaja, I. Gruzdev, V. Kaverin) - uno dei gruppi più interessanti della letteratura sovietica degli anni Venti - per i cui membri tenne lezioni di prosa. Fu favorevole alla Rivoluzione d'ottobre, ma si oppose al sistema di censura e alla violenza che si erano diffuse sotto il regime bolscevico. 
I suoi lavori diventarono sempre più critici nei confronti del governo. Ne è un esempio il racconto che descrive una città il cui sindaco decide che l'uguaglianza è la chiave per rendere tutti felici. Egli costringe ogni cittadino, incluso sé stesso, a vivere in una grande baracca, a radersi i capelli e a diventare mentalmente disabile per far sì che tutti condividano lo stesso livello di intelligenza. Questa trama ricorda da vicino quella de La nuova utopia (di Jerome K. Jerome, pubblicato nel 1891, ripubblicato in Russia all'interno di raccolte per ben tre volte prima del 1917).
Egli dichiarò coraggiosamente: "La vera letteratura può esistere solo quando è creata non da ufficiali diligenti e affidabili, ma da folli, eremiti, eretici, sognatori, ribelli e scettici". Questo comportamento rese sempre più difficile la sua situazione nel corso degli anni venti e gli fece guadagnare il suo celebre status di eretico, di "diavolo" della letteratura sovietica.
Alla fine le sue opere vennero proibite e gli fu impedito di pubblicarne di nuove, soprattutto in seguito alla pubblicazione, a sua insaputa, di Noi in una rivista praghese di emigrati russi nel 1927. Mentre la critica ufficiale prevedeva "un glorioso futuro per la letteratura sovietica", Zamjatin scriveva che, viste le condizioni di mancanza di libertà ed il dominio della censura, "l'unico futuro possibile per la letteratura russa sarà il suo passato". Stalin consentì infine a Zamjatin di lasciare la Russia nel 1931, grazie all'intercessione di Maksim Gor'kij. Lo scrittore si stabilì a Parigi con la moglie, dove visse in condizioni miserevoli e morì di angina pectoris nel 1937. Fu seppellito nel Cimitero parigino di Thiais, poco a sud di Parigi, che per ironia del destino si affaccia su Rue de Stalingrad.

## Opere principali
- In provincia (Уездное), 1912.

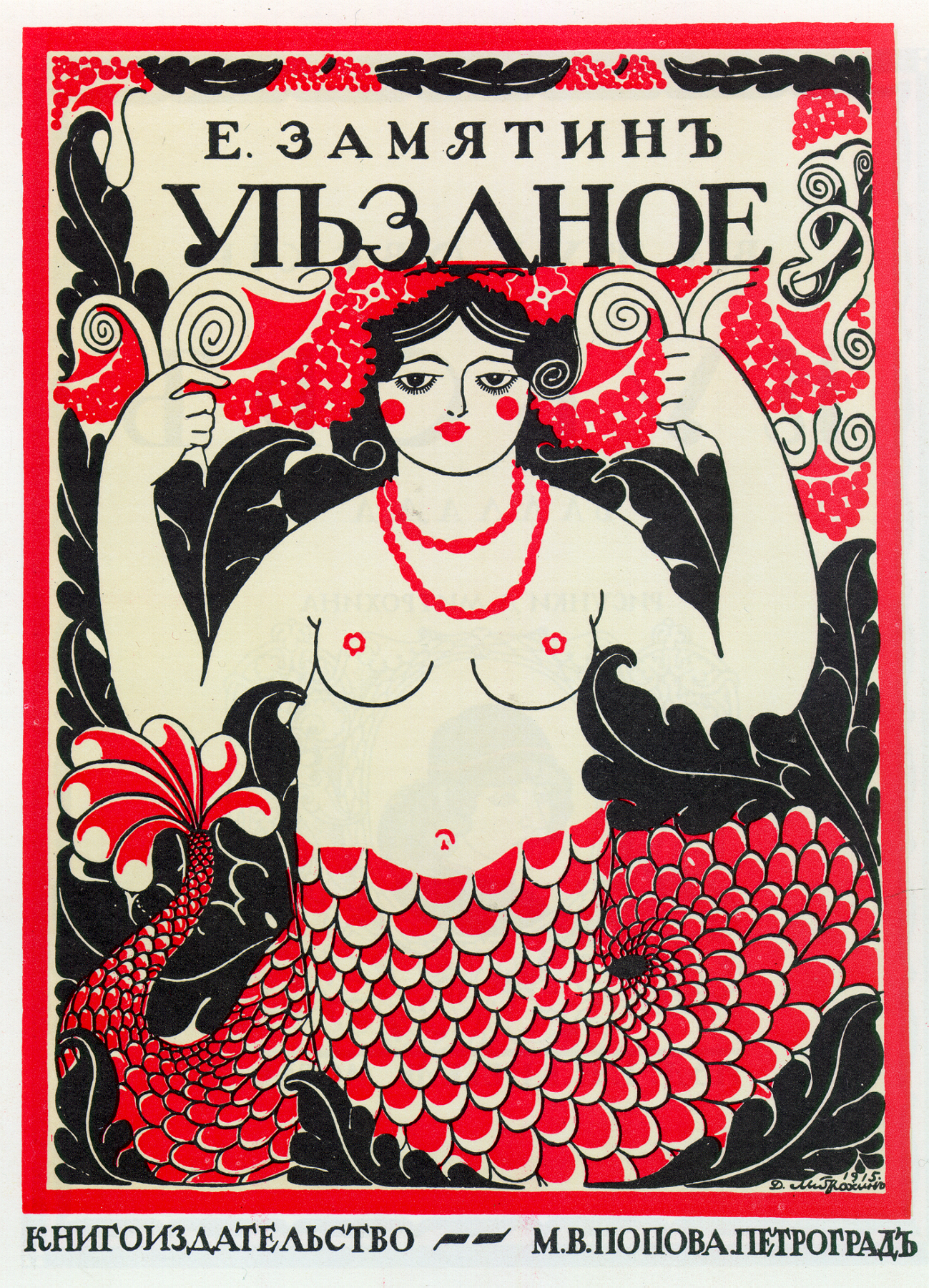
D. Mitrochin, Copertina di Uezdnoe (1916)

- A casa del diavolo (На куличках), 1913.
- Alatyr' (Алатырь), 1914.
- Africa (Африка), 1916.
- Gli isolani (Островитяне), 1917.
- Gli occhi (Глаза), 1917.
- Nord (Север), 1918.
- Noi (Мы), 1920.
- La caverna (Пещера), 1920.
- Il pescatore di uomini (Ловец человеков), 1921.
- La Rus' (Русь), 1923.
- La pulce (Блоха), 1925.
- La società degli onorevoli campanari (Общество Почетных Звонарей), 1925.
- Ics (Икс), 1926.
- L'inondazione (Наводнение), 1929.
- Flagello di Dio (Бич Божий, incompiuto), 1935.

## Traduzioni in italiano
- Evgenij Ivanovič Zamjatin, Noi, collana Piccola Biblioteca del Fantastico, traduzione di Alessandro Cifariello, Roma, Fanucci, 2021, ISBN 978-88-347-4166-5.
- Noi, Voland, Roma 2013 (trad. di Alessandro Niero).
- A casa del diavolo, MUP, Parma 2012 (trad. di Raffaello Fontanella).
- Noi, Lupetti, Milano 2009 (trad. di Barbara Delfino).
- Racconti inglesi (Gli isolani, Il pescatore di uomini), a cura di Alessandro Niero, Voland, Roma 1999 (trad. di S. Pescatori e A. Niero).
- Ics e altri racconti, Quid, Roma 1994 (trad. di Mario Caramitti).
- L'inondazione, SugarCo, Milano 1992 (trad. di Fabio Vasarri)
- In provincia, a cura di Giacoma Strano, Lucarini, Roma 1990 (trad. di Giacoma Strano).
- Il destino di un eretico a cura di Sellerio editore, Palermo 1988 (trad. di Gemma Gallo).
- Tecnica della prosa, De Donato, Bari 1970 (trad. di Maria Olsufieva).
- Noi, Minerva italica, Milano, 1955. (trad. di Ettore Lo Gatto).
- Mister Kemble. la società degli onorevoli campanari. Tragicommedia in quattro atti, Anonima Romana Editoriale, Roma 1930 (trad. di Ettore Lo Gatto).
- Nella vecchia Russia, X, La caverna, Urban Apnea Edizioni, Palermo, 2019 (trad. Oxana Senchenko, Chiara Messina, Dafne Munro)